# Наубісе
Наубісе (англ. Naubise) — комітет розвитку села в районі Дадінг у зоні Багматі в центральному Непалі. На момент перепису 2011 року населення Непалу становило 25 621 осіб і було 3 239 будинків.
Для просування місцевої культури Наубісе має дві FM-радіостанції Radio Rajmarga - 92.1 MHz, яка є радіостанцією спільноти та Krishi Radio-101.5 МГц, які містять програми, пов’язані з сільським господарством.
Під час землетрусу в Непалі в 2015 році комітет розвитку села був повністю зруйнований, але спричинено лише 26 смертей. Постраждалим від землетрусу в цьому комітеті допомогу надали клуб миру ханіхола, UNICEF, WFP та багато інших. Цей комітет є найбільш розвиненим у районі Дадінг. Основне заняття людей – землеробство. Освітній сектор цього комітету є потужним і складається з 28 шкіл.